# Hugo Nauck

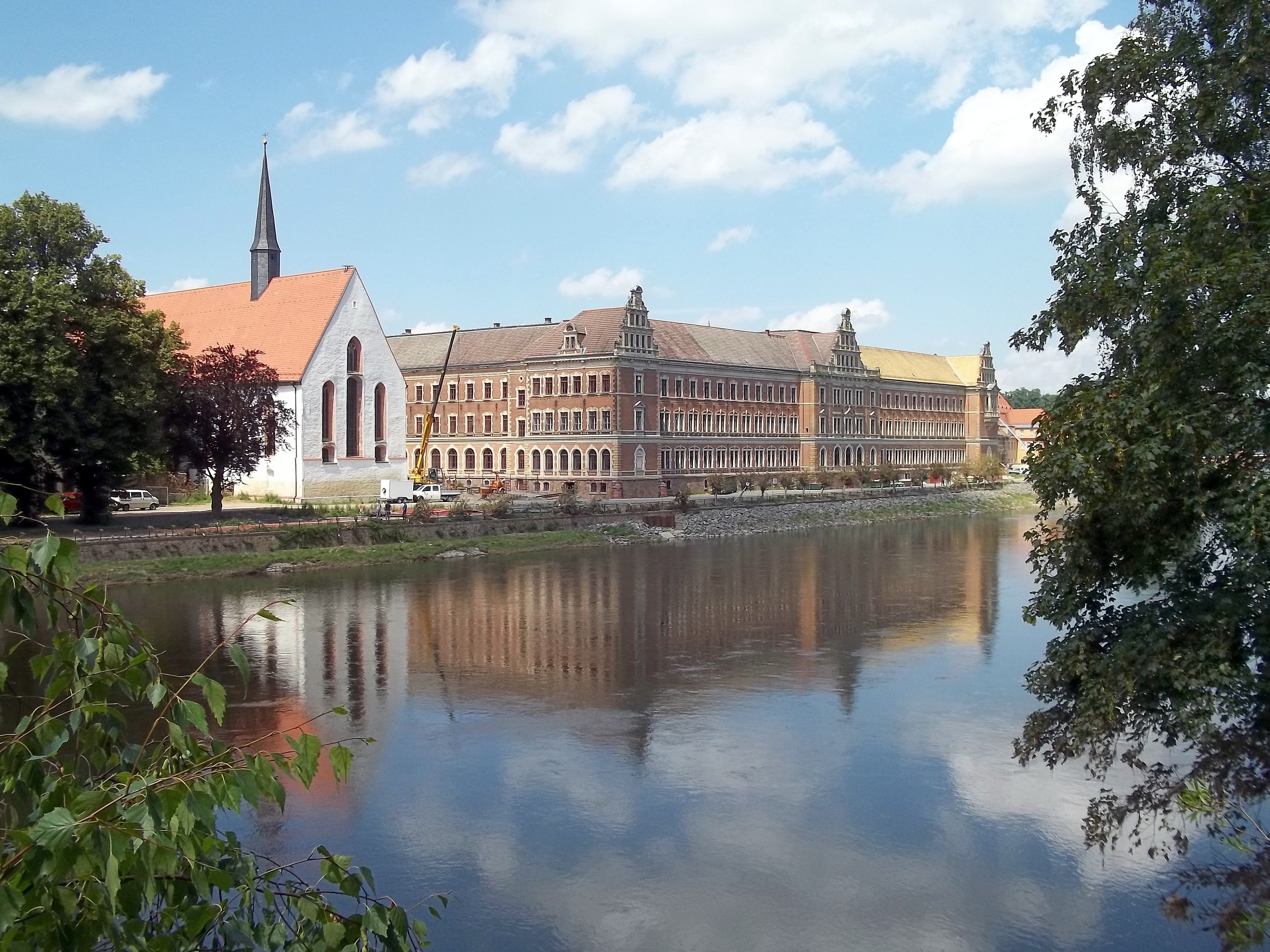
Eine der bekanntesten Ansichten von Grimma: Die Klosterkirche Grimma und das benachbarte Gymnasium St. Augustin (Architekt: Hugo Nauck)

Carl Hugo Nauck, gelegentlich auch Karl Hugo Nauck, (* 18. April 1837 in Oschatz; † 22. Dezember 1894 in Dresden) war ein deutscher Architekt und königlich sächsischer Baubeamter.
Nauck entwarf die Baupläne für ortsprägende öffentliche Gebäude in Sachsen, so für das heutige Gymnasium St. Augustin in Grimma, das zusammen mit der Klosterkirche Grimma zu den bekanntesten Stadtansichten der Muldestadt zählt.

## Leben und Wirken
Hugo Nauck war 1868 als Landbauinspektor in Dresden tätig. 1871 wurde er Bezirksbaumeister bei der Kreishauptmannschaft Chemnitz mit dem Titel Oberbaurat. Ab der zweiten Hälfte der 1870er Jahre war Nauck in Leipzig tätig. 1882 gab es eine Neuorganisation der Königlich Sächsischen Hochbauverwaltung unter Adolph Canzler, und Nauck wurde Vorstand im Landbauamt Leipzig.
Hugo Nauck war an den Plänen zu bedeutenden öffentlichen Bauwerken im Königreich Sachsen beteiligt. Sein Anteil an der jeweiligen künstlerischen Urheberschaft ist häufig unklar, wie es in der öffentlichen Bauverwaltung unter Planungsbeteiligung verschiedener Instanzen häufig vorkommt. Für folgende Gebäude lässt sich seine Beteiligung belegen:

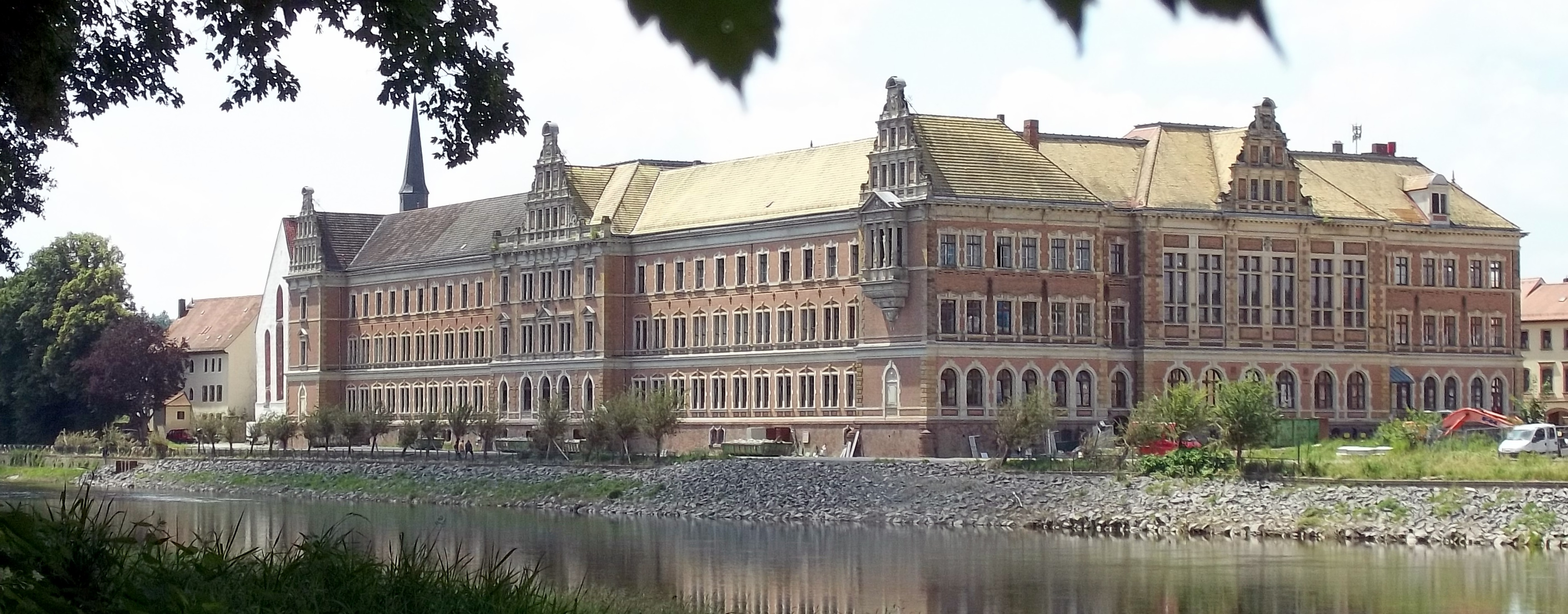
Gymnasium St. Augustin in Grimma, frühere Landes- und Fürstenschule, von der Mulde aus

- 1871–1872: Königlich Sächsisches Gymnasium in Chemnitz, Hohe Straße 25, heute Haus I des Karl-Schmidt-Rottluff-Gymnasiums[3]
- 1877–1881: Königlich Sächsisches Amtsgericht in Leipzig, Peterssteinweg (zusammen mit Landbaumeister Emil Anton Buschick; derzeit genutzt von der Polizei und als Mensa für Studenten; Bestandteil des so genannten Justiz-Blocks gegenüber dem Reichsgerichtsgebäude)[4]
- 1887–1891: Neubau der Landes- und Fürstenschule in Grimma (Planung ab 1885; heute Gymnasium St. Augustin)[5]

Nachdem man sich beim Neubau-Vorhaben der Landes- und Fürstenschule in Grimma für den Baustil der Neorenaissance (nach Vorbildern der damals sogenannten Deutschen Renaissance) entschieden und Nauck mit der Planung beauftragt hatte, beantragte Nauck beim Vorstand des Landbauamts eine Studienreise nach Norddeutschland, um diesen Baustil an Bauwerken dort in Augenschein zu nehmen und die Ziegelrohbautechnik und die Holzarchitektur näher kennenzulernen. Er erhielt die Bewilligung und 400 Mark Reisekosten. Vom 12. bis 25. Juli 1886 reiste Nauck dienstlich nach Stendal, Hamburg, Kiel, Lübeck, Schwerin, Wismar, Rostock, Doberan, Stettin, Danzig, Oliva, Marienburg, Thorn, Berlin sowie Brandenburg an der Havel und betrieb dort seine Studien.

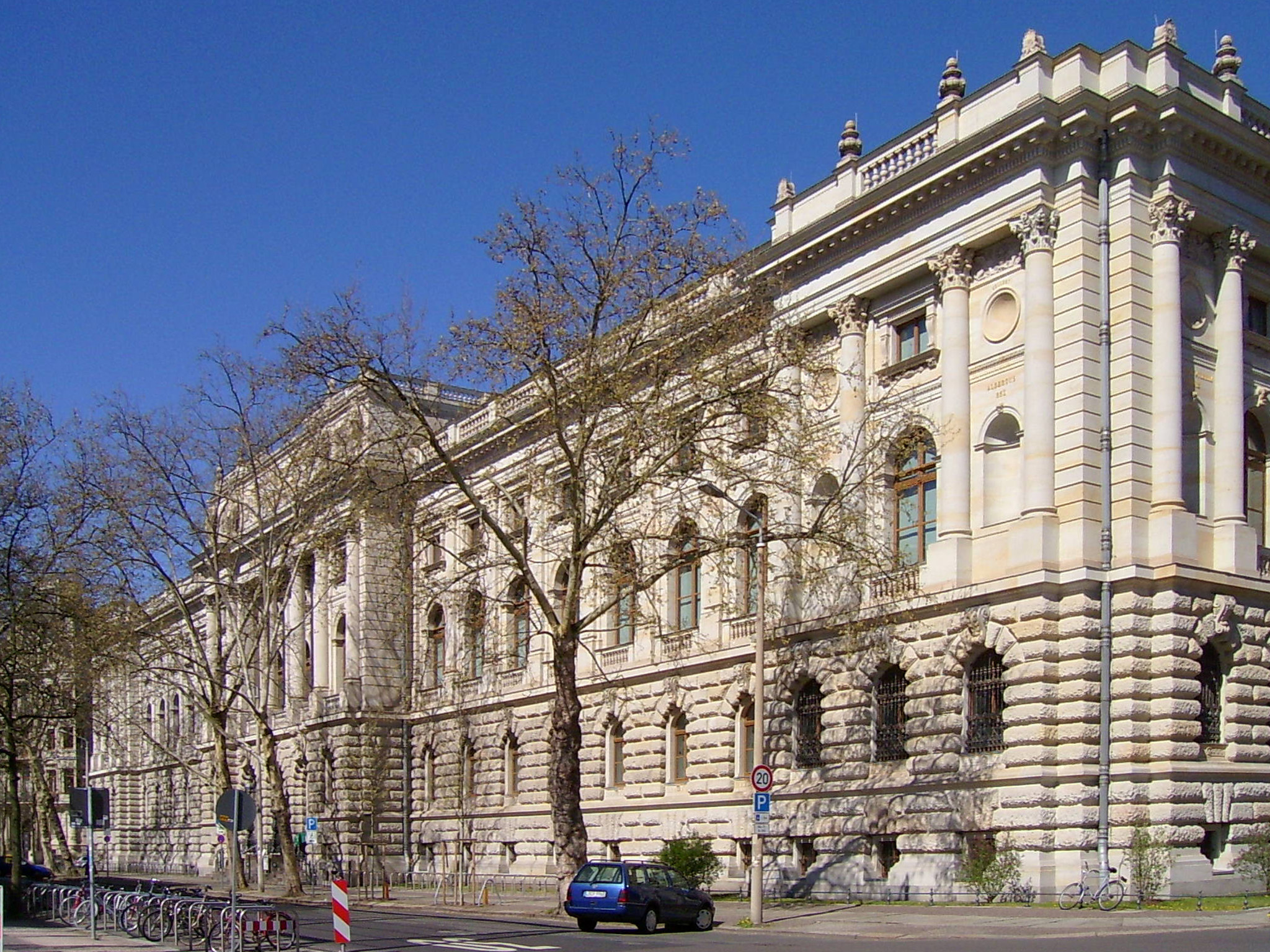
Hauptgebäude der Bibliotheca Albertina

Hugo Nauck war zudem verantwortlich für die planungs- und kostengerechte Ausführung der Bibliotheca Albertina in Leipzig, deren Pläne von dem Leipziger Architekten Arwed Rossbach stammen. Im Juni 1887 wurde der Erste Spatenstich ausgeführt und im Mai 1889 das Richtfest begangen; die feierliche Einweihung fand am 24. Oktober 1891 statt. Die Baukosten betrugen 2,6 Millionen Mark. Nach dem Landesherrn König Albert von Sachsen wurde die Universitätsbibliothek Bibliotheca Albertina genannt.
1891 war Nauck zusammen mit Adolph Canzler und Rudolf Heyn an der Überprüfung der Umbaupläne zum Augusteum in Leipzig beteiligt, die im selben Jahr genehmigt wurden. Zuletzt wohnte Hugo Nauck wieder in Dresden im Haus Tieckstraße 23; sein Grab liegt auf dem Trinitatisfriedhof.

## Schriften
- Mitteilungen über den Neubau der Fürsten- und Landesschule in Grimma. In: Kurt Bernhardi (Hrsg.): Jahresbericht der Fürsten- und Landesschule zu Grimma über das Schuljahr 1891–1892. Julius Schiertz, Grimma 1892, Seite 31–41 (mit fünf Bildtafeln). (Digitalisat des ganzen Bandes bei der Universitäts- und Landesbibliothek Düsseldorf; PDF-Dokument mit 10,8 MB)